# Etisus zehntneri
Etisus zehntneri is een krabbensoort uit de familie van de Xanthidae. De wetenschappelijke naam van de soort is voor het eerst geldig gepubliceerd in 1980 door Serène.